# Oscar Pedemonti
Oscar "Titino" Pedemonti (Montevideo - Buenos Aires, 27 de julio de 2004) fue un actor y productor de teatro uruguayo, conocido por su participación en Frutilla (1980), Mujeres perdidas (1964) y Boquitas pintadas (1974).

## Biografía
Pedemonti estuvo casado con la actriz Thelma Biral, a quien conoció en la Comedia Nacional uruguaya a fines de los años 50. En sus últimos años, trabajó como asesor de temas culturales en la Embajada de Uruguay en Buenos Aires.
Falleció el 27 de julio de 2004 a los 75 años en Buenos Aires, donde se hallaba internado desde hace un par de semanas como consecuencia de una afección pulmonar.

## Filmografía
| Año  | Título                             | Rol                                |
| ---- | ---------------------------------- | ---------------------------------- |
| 1952 | Los sobrinos del zorro             |                                    |
| 1964 | The Escaped                        | Hombre en el Jardín Zoológico      |
| 1964 | Mujeres perdidas                   | Fleixas                            |
| 1966 | The Eavesdropper                   |                                    |
| 1967 | Ya tiene comisario el pueblo       |                                    |
| 1972 | Mafia                              |                                    |
| 1973 | The Revolution of the Seven Madmen |                                    |
| 1974 | Boquitas pintadas                  | Donato                             |
| 1979 | Los drogadictos                    | Sentino                            |
| 1980 | Frutilla                           | Ramón Franco                       |
| 1984 | La Rosales                         |                                    |
| 1985 | Las barras bravas                  | Jefe de policía (Titino Tedemonte) |
| 1987 | La virgen gaucha                   |                                    |

### Televisión
| Año  | Título            | Notas       |
| ---- | ----------------- | ----------- |
| 1966 | Carola y Carolina | 3 episodios |

## Enlaces extras
Oscar Pedemonti en Internet Movie Database (en inglés).

- Datos: Q125392890